# زبان لاسگردی
زبان لاسگردی یا لاسجردی (انگلیسی: Lasgerdi language) از زبان‌های محلی سمنان است که در لاسگرد به آن صحبت می‌شود.
عباسعلی حیدریان، مؤلف کتاب «گویش و واژه‌نامه لاسگردی» بیان می‌کند که: «هر ۴۰ سال یک بار، واژه‌های خارجی وارد زبان هر منطقه می‌شوند و آن را تغییر می‌دهند؛ اما زبان لاسجردی به مدت دو هزار و ۵۰۰ سال است که تغییری نکرده و واژه‌های بیگانه را کمتر پذیرفته است.»